# Bout de Zan au bal masqué
Bout de Zan au bal masqué és una pel·lícula muda francesa escrita i dirigida per Louis Feuillade i estrenada el 22 d’agost de 1913.
Aquesta pel·lícula forma part de la sèrie Bout de Zan.

## Repartiment
- René Poyen : Bout de Zan
- Marguerite Lavigne
- Jeanne Saint-Bonnet
- Edmond Bréon